# Friedrich Magnus Schwerd
Friedrich Magnus Schwerd, född 8 mars 1792 i Osthofen, död 22 april 1871 i Speyer, var en tysk fysiker, astronom och geodet. Han är mest bekant genom sin förklaring av ljusfenomenen vid diffraktion och gav fullständiga lösningar av alla de figurer, som uppstår vid ljusets gång genom små öppningar av olika form. Hans beräkningar överensstämmer synnerligen noga med observationerna. 
Schwerd var 1814–17 lärare vid gymnasiet i Speyer och 1836–64 professor vid lyceet där. Som fysiker vann han sig ett namn genom sitt arbete Die Beugungserscheinungen aus den Fundamentalgesetzen der Undulationstheorie analytisch entwickelt (1835). I astronomin är han mest känd för sina 1828–30 utförda meridianobservationer av cirkumpolärstjärnor ("Astronomische Beobachtungen auf der Sternwarte zu Speyer", 1829–30), som bearbetades till en stjärnkatalog av Wilhelm Albrecht Oeltzen (1855). I egenskap av geodet är han främst för att han i närheten av Speyer med stor noggrannhet uppmätte grundlinjer (Die kleine Speyerer Basis, 1822). År 1836 konstruerade han en ny prismafotometer.